# Ommatius constrictus
Ommatius constrictus är en tvåvingeart som beskrevs av Scarbrough 2002. Ommatius constrictus ingår i släktet Ommatius och familjen rovflugor.
Artens utbredningsområde är Guyana. Inga underarter finns listade i Catalogue of Life.